# Ninel Krutova
Ninel Krutova (n. 3 ianuarie 1926, Kiev, RSS Ucraineană, URSS) este o săritoare în apă ce a reprezentat Uniunea Republicilor Sovietice Socialiste, medaliată olimpică. A participat la 3 ediții ale Jocurilor Olimpice (1952, 1956, 1960) în care a câștigat 1 medalie de bronz.